# Ken Charles
Kenneth M. "Ken" Charles (nacido el 10 de julio de 1951 en Trinidad y Tobago) es un exjugador de baloncesto que disputó cinco temporadas en la NBA. Con 1,90 metros de estatura, jugaba en la posición de base.

## Trayectoria deportiva

### Universidad
Jugó durante tres temporadas con los Rams de la Universidad de Fordham, en las que promedió 20,3 puntos y 5,4 rebotes por partido. Acabó su carrera como líder histórico en anotación de su universidad, con 1.697 puntos, manteniendo hoy en día los récords de puntos en una temporada, lanzamientos de campo convertidos e intentados.

### Profesional
Fue elegido en la trigésimo octava posición del Draft de la NBA de 1973 por Buffalo Braves, y también por los New York Nets en la séptima ronda del Draft de la ABA, fichando por los primeros. Allí jugó tres temporadas, siendo la más destacada la última de ellas, en la que promedió 10,1 puntos y 2,7 rebotes por partido, siendo además el base que más tapones puso de toda la liga.
En 1976 es traspasado junto con Dick Gibbs a los Atlanta Hawks a cambio de Tom Van Arsdale, y en su primera temporada, jugando como titular, mejoró los números de la campaña anterior, acabando el año promediando 11,1 puntos y 3,6 asistencias por partido. Al año siguiente, tras 21 partidos disputados, fue despedido, retirándose definitivamente.

## Estadísticas de su carrera en la NBA

### Temporada regular
| Temporada | Edad | Equipo         | Liga | P   | TIT | MIN  | TC  | TCA  | %TC  | 3P | 3PA | %3P | TL  | TLA | %TL  | R.OF. | R.DEF. | REB | ASIS | ROB | TAP | PER | FP  | PTS  |
| 1973-74   | 22   | Buffalo Braves | NBA  | 59  |     | 11.7 | 1.5 | 3.1  | .476 |    |     |     | 0.9 | 1.3 | .671 | 0.4   | 0.7    | 1.1 | 0.9  | 0.5 | 0.2 |     | 1.5 | 3.9  |
| 1974-75   | 23   | Buffalo Braves | NBA  | 79  |     | 21.4 | 3.0 | 6.5  | .466 |    |     |     | 1.5 | 1.8 | .822 | 0.9   | 1.2    | 2.1 | 2.2  | 1.1 | 0.3 |     | 2.1 | 7.6  |
| 1975-76   | 24   | Buffalo Braves | NBA  | 81  |     | 27.7 | 4.0 | 8.9  | .456 |    |     |     | 2.0 | 2.5 | .785 | 0.7   | 2.0    | 2.7 | 2.5  | 1.5 | 0.6 |     | 3.2 | 10.1 |
| 1976-77   | 25   | Atlanta Hawks  | NBA  | 82  |     | 30.3 | 4.3 | 10.4 | .414 |    |     |     | 2.5 | 3.1 | .801 | 0.5   | 1.5    | 2.0 | 3.6  | 1.7 | 0.5 |     | 2.9 | 11.1 |
| 1977-78   | 26   | Atlanta Hawks  | NBA  | 21  |     | 24.8 | 3.5 | 8.8  | .397 |    |     |     | 2.0 | 2.4 | .840 | 0.3   | 0.9    | 1.1 | 3.9  | 1.2 | 0.2 | 1.8 | 2.5 | 9.0  |
| Total     |      |                | NBA  | 322 |     | 23.7 | 3.4 | 7.6  | .441 |    |     |     | 1.8 | 2.3 | .789 | 0.6   | 1.4    | 2.0 | 2.5  | 1.3 | 0.4 | 1.8 | 2.5 | 8.5  |

### Playoffs
| Temporada | Edad | Equipo         | Liga | P  | MIN | TCA | TC  | 3PA | 3P | TLA | TL | R.OF. | REB | ASIS | ROB | TAP | PER | FP | PTS | %TC  | %3P | %FT  | MIN  | PTS | REB | AST |
| 1973-74   | 22   | Buffalo Braves | NBA  | 2  | 10  | 3   | 4   |     |    | 0   | 0  | 2     | 2   | 0    | 0   | 0   |     | 2  | 6   | .750 |     |      | 5.0  | 3.0 | 1.0 | 0.0 |
| 1974-75   | 23   | Buffalo Braves | NBA  | 7  | 208 | 22  | 55  |     |    | 8   | 11 | 3     | 13  | 18   | 6   | 5   |     | 27 | 52  | .400 |     | .727 | 29.7 | 7.4 | 1.9 | 2.6 |
| 1975-76   | 24   | Buffalo Braves | NBA  | 9  | 238 | 22  | 55  |     |    | 9   | 13 | 6     | 26  | 14   | 7   | 6   |     | 31 | 53  | .400 |     | .692 | 26.4 | 5.9 | 2.9 | 1.6 |
| Total     |      |                | NBA  | 18 | 456 | 47  | 114 |     |    | 17  | 24 | 11    | 41  | 32   | 13  | 11  |     | 60 | 111 | .412 |     | .708 | 25.3 | 6.2 | 2.3 | 1.8 |